# کاستروراله
کاستروراله (به ایتالیایی: Castroreale) یک کومونه در ایتالیا است که در استان مسینا واقع شده‌است.

## خصوصیات
کاستروراله ۵۴ کیلومترمربع مساحت و ۲٬۷۰۲ نفر جمعیت دارد و ۳۹۴ متر بالاتر از سطح دریا واقع شده‌است.

## خواهرخوانده
شهر Collio خواهرخواندهٔ کاستروراله هست.